# Kabinett Melen
Das Kabinett Melen war die 35. Regierung der Türkei, die vom 22. Mai 1972 bis zum 15. April 1973 durch Ministerpräsident Ferit Melen geleitet wurde.
Ab 1970 kam es zu immer heftigeren Auseinandersetzungen zwischen links- und rechtsradikalen Kräften in der Türkei.:92 Nachdem die Regierung unter Süleyman Demirel die Mehrheit im Parlament verloren hatte und die öffentliche Ordnung und Sicherheit im Land nicht wiederherstellen konnte, verkündete der Generalstabschef am 12. März 1971 ein Memorandum, in dem das Parlament aufgefordert wurde, eine starke und unabhängige Regierung zu organisieren, welche die Anarchie und Gewalt mit demokratischen Mitteln unterbinde und Reformen einleite, sonst würde das Militär die Regierungsgeschäfte übernehmen.  Ministerpräsident Süleyman Demirel trat daraufhin unter Protest zurück.
Staatspräsident Cevdat Sunay beauftragte den Juristen und ehemaligen CHP-Minister Nihat Erim mit der Regierungsbildung. Das Kabinett bestand vor allem aus unabhängigen Experten und Mitgliedern der AP und der CHP.:93 Doch schon kurz nach der Regierungsbildung traten die Reformer im Streit um die Modernisierungsvorschläge zurück.:94 Angesichts des Reformstaus drängten einige hohe Offiziere auf die Einsetzung einer Militärregierung, doch die Führung bevorzugte die Neubildung einer zivilen Regierung. So wurde Erim erneut mit der Bildung des Kabinetts beauftragt. Ende April 1972 gab Erim auf und trat zurück.:95
Staatspräsident Sunay beauftragte erst den ehemaligen Ministerpräsidenten und Senator Suat Hayri Ürgüplü mit der Regierungsbildung, dann den bisherigen Verteidigungsminister und Senator Ferit Melen, der nach dem Linksruck der CHP ausgetreten war und sich der kemalistisch-konservativen Cumhuriyetçi Güven Partisi angeschlossen hatte.:95 f.
Im August 1972 wurde Faruk Gürler neuer Generalstabschef und damit legitimer Nachfolger von Staatspräsident Sunay. Da der Staatschef  aus der Mitte der Volksvertreter aus Nationalversammlung oder Senat gewählt werden musste, wechselte Gürler kurz vor der Wahl in den Senat. Doch bei der Wahl erhielt er auch in mehreren Runden nicht die erforderliche Zweidrittelmehrheit. Als Kompromisskandidat schlug man daraufhin Fahri Korutürk vor, der von 1957 bis 1960 Marinekommandeur gewesen war. Melen trat einen Tag nach der Wahl von Korutürk zum neuen Staatspräsidenten zurück. Da sich die Militärs inzwischen mit kemalistischen Reformen und der Wiederherstellung der öffentlichen Ordnung durchgesetzt hatte, setzte man für den Herbst 1973 Neuwahlen an und ernannte Handelsminister Naim Talu zum Interimsregierungschef.:96

## Minister
| Titel                                          | Name                | Partei     |
| ---------------------------------------------- | ------------------- | ---------- |
| Ministerpräsident                              | Ferit Melen         | CGP        |
| Staatsminister                                 |                     |            |
| İsmail Arar                                    | CHP                 |            |
| Doğan Kitaplı                                  | AP                  |            |
| İlhan Öztrak                                   | unabhängig          |            |
| Zeyyat Baykara                                 | unabhängig          |            |
| Justizminister                                 | Fehmi Alparslan     | CGP        |
| Verteidigungsminister                          | Mehmet İzmen        | unabhängig |
| Innenminister                                  | Ferit Kubat         | unabhängig |
| Außenminister                                  | Ümit Haluk Bayülken | unabhängig |
| Finanzminister                                 | Ziya Müezzinoğlu    | unabhängig |
| Bildungsminister                               | Sabahattin Özbek    | unabhängig |
| Minister für öffentliche Arbeiten              | Mukadder Öztekin    | CHP        |
| Minister für Bau und Siedlungswesen            | Turgut Toker        | AP         |
| Minister für Gesundheit und soziale Sicherheit | Kemal Demir         | CHP        |
| Landwirtschaftsminister                        | Necmi Sönmez        | AP         |
| Minister für dörfliche Angelegenheiten         | Necmi Sönmez        | unabhängig |
| Forstminister                                  | Selahattin İnal     | unabhängig |
| Minister für Transportwesen                    | Rıfkı Danışman      | AP         |
| Arbeitsminister                                | Ali Rıza Uzuner     | CHP        |
| Handelsminister                                | Naim Talu           | unabhängig |
| Minister für Industrie und Technologie         | Mesut Erez          | AP         |
| Minister für Zölle und Monopole                | Haydar Özalp        | AP         |
| Tourismusminister                              | Erol Yılmaz Akçal   | AP         |
| Minister für Energie und natürliche Ressourcen | Nuri Kodamanoğlu    | CHP        |
| Minister für Jugend und Sport                  | Adnan Karaküçük     | AP         |